# Tetramorium amissum
Tetramorium amissum är en myrart som beskrevs av Bolton 1980. Tetramorium amissum ingår i släktet Tetramorium och familjen myror. Inga underarter finns listade i Catalogue of Life.

## Bildgalleri

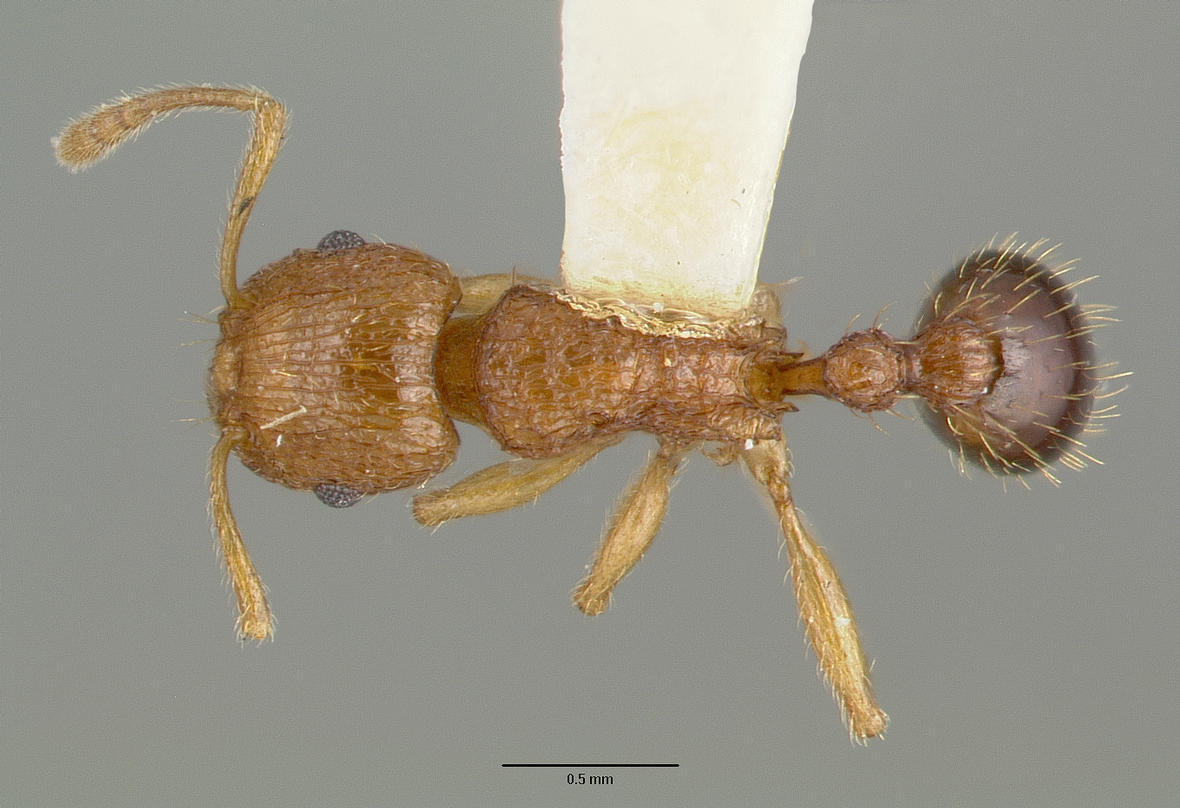
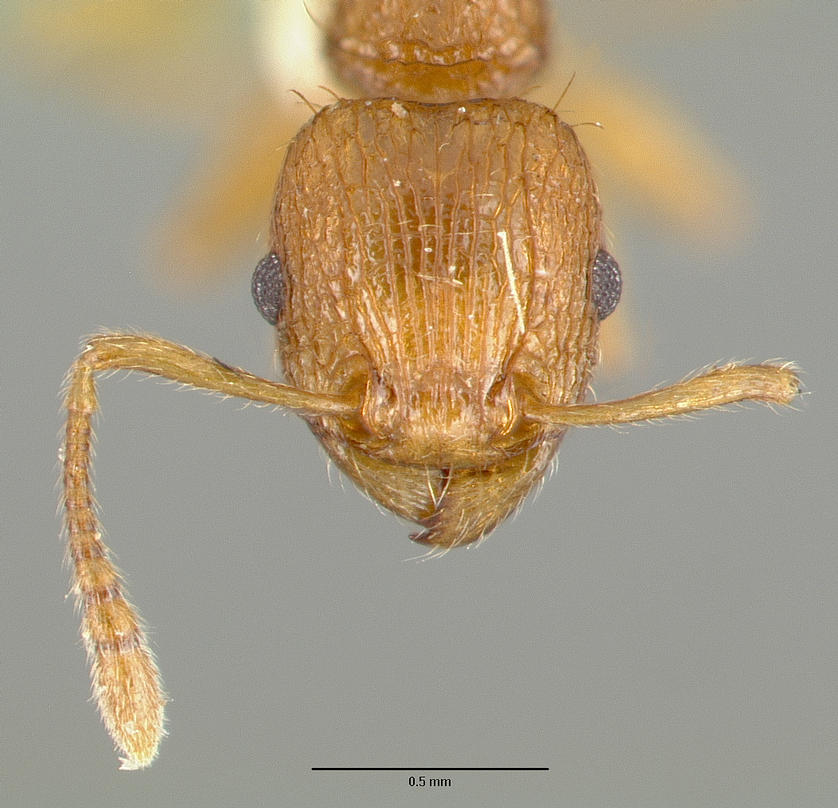
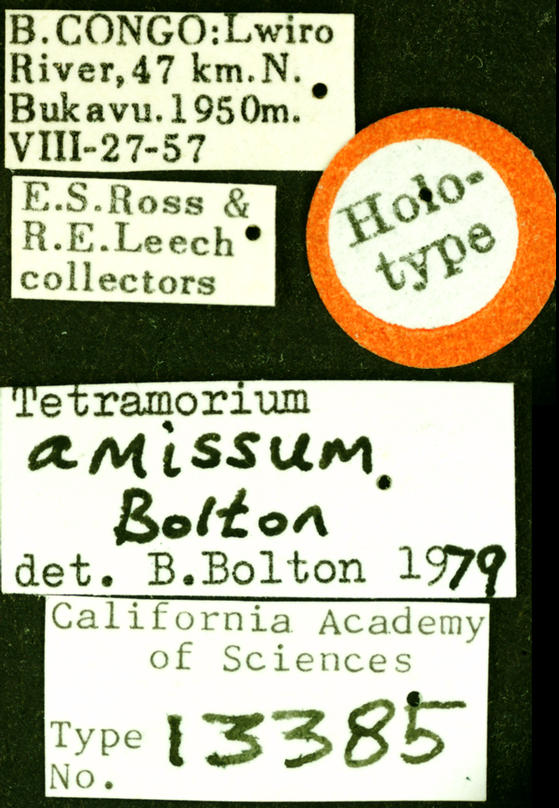
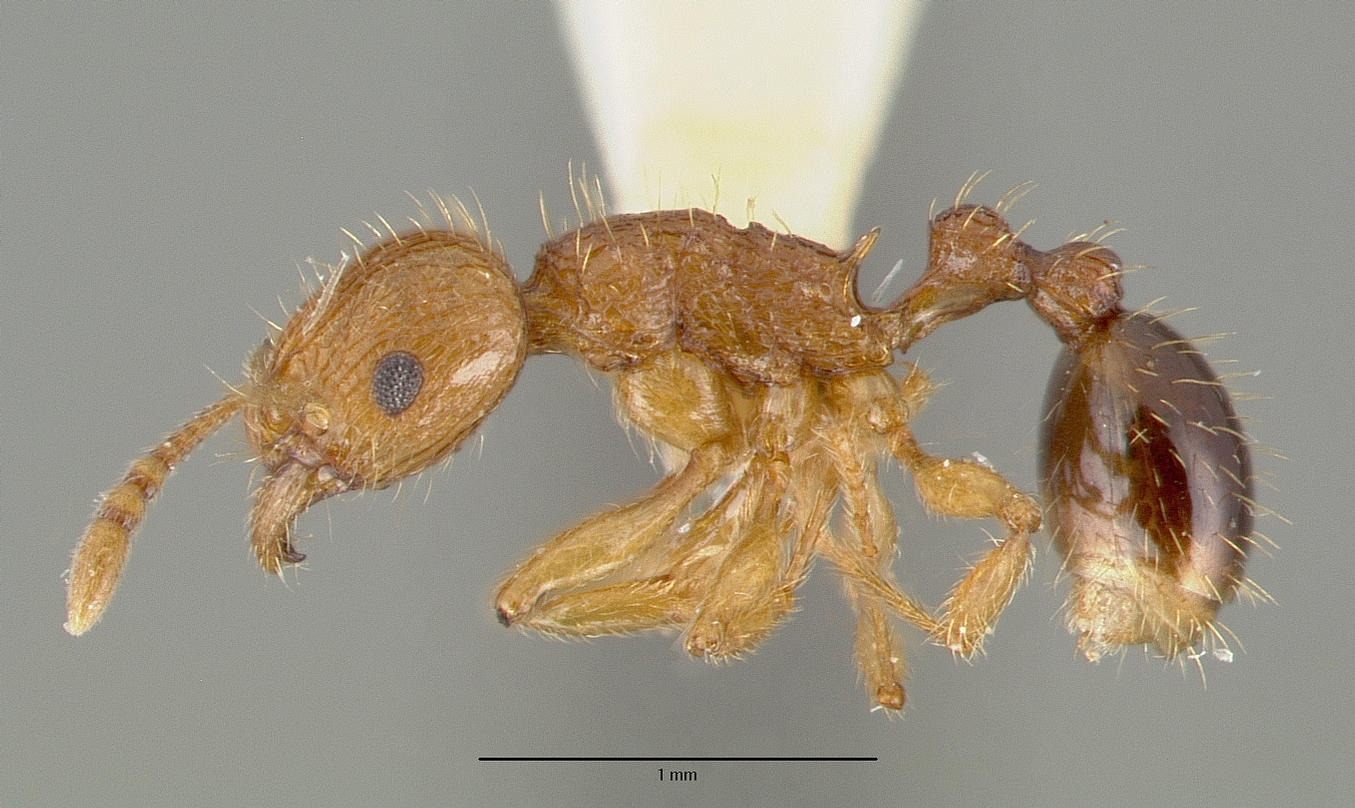